# Aristides Pereira
Aristides María Pereira (Fundo das Figueiras, Boa Vista, 17 de noviembre de 1923-Coímbra, 22 de septiembre de 2011) fue un político caboverdiano, primer presidente de la República de Cabo Verde desde su independencia en 1975 hasta la introducción del multipartidismo en el país, en 1991.
Comenzó su vida profesional trabajando como radiotelegrafista, llegando a Jefe de los Servicios de Telecomunicaciones en Guinea-Bissau.
Luchó por la independencia de Cabo Verde a partir de los 40 años, fundando junto con Amílcar Cabral el Partido Africano para la Independencia de Guinea y Cabo Verde (PAIGC), en 1956, asumiendo el cargo de secretario general en 1973. Conseguida la independencia en 1975, ocupó el cargo de Presidente de la República en un régimen socialista de partido único, hasta 1991, año en el que tras unas elecciones democráticas fue sucedido por António Mascarenhas Monteiro.

## Biografía

### Primeros años
Pereira nació el 17 de noviembre de 1923, en la isla de Boa Vista, en la entonces colonia portuguesa de Cabo Verde. Su primer trabajo importante fue jefe de las telecomunicaciones en Guinea-Bisáu (en ese entonces Guinea portuguesa), a principios de los años 40.

### Actividad independentista
Desde finales de la década de 1940, Pereira estuvo involucrado en las actividades independentistas tanto de la Guinea Portuguesa como de Cabo Verde, durante la dictadura de Portugal conocida como el Estado Novo. En 1956, Pereira, junto a Amilcar Cabral, fundó el Partido Africano para la Independencia de Guinea y Cabo Verde, que pretendía poner al fin al régimen colonial sobre ambos países como parte de una idea nacionalista panafricana. Mientras realizaba estas actividades clandestinas, utilizó a menudo el seudónimo de Alfredo Bangura. Muchos caboverdianos lucharon en la guerra de Independencia de Guinea-Bisáu entre 1963 y 1974.
Finalmente, en abril de 1974, la Revolución de los Claveles en Portugal derrocó a la dictadura imperante en el país desde 1926, la cual había perpetuado una guerra colonial contra los grupos independentistas desde principios de la década de los 60, argumentando que las colonias eran fundamentales para el desarrollo del país, técnicamente atrasado para Europa Occidental.
Debido a las presiones para la liberación de las colonias, el nuevo gobierno democrático de Portugal concedió la independencia a las mismas. No hubo conflicto armado en Cabo Verde durante la guerra colonial pero esta en última instancia accedió a la independencia el 5 de julio de 1975, luego de unas elecciones parlamentarias en las que el único partido político fue el PAIGC.

## Presidente de la República de Cabo Verde: 1975-1991

### Llegada al poder

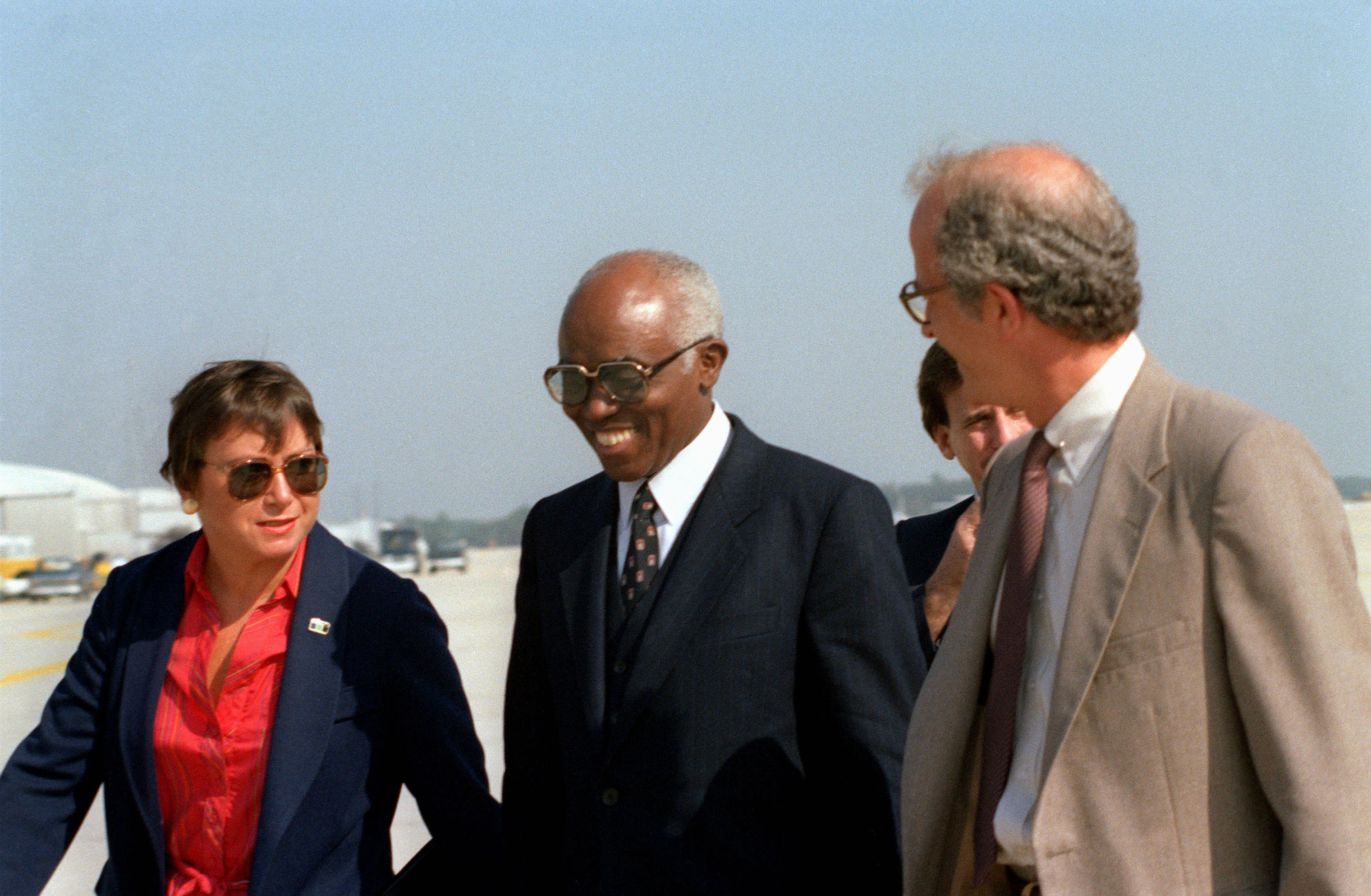
Pereira durante una visita a los Estados Unidos en 1983.

Tras la declaración de la República de Cabo Verde, el 5 de julio, se formó un gobierno liderado por el Partido Africano para la Independencia de Guinea y Cabo Verde, como único partido legal del país, tras las negociaciones para la retirada portuguesa del país. El 18 de julio de 1975, Pereira fue nomeado Presidente de Cabo Verde para un mandato de cinco años.
El país continuó siendo un estado socialista durante la siguiente década hasta la caída del comunismo entre 1989 y 1991. Sin embargo, el historial de derechos humanos en Cabo Verde era relativamente mejor que en otros países del Bloque Socialista y la participación ciudadana en el gobierno era mayor debido a los comités locales. Cabo Verde es de los poco países en el mundo que nunca tuvo la pena de muerte como condena en su código penal, de hecho, fue penalizada en 1983 aunque varios partidos políticos de oposición debieron fundarse en el exilio, como la Unión Caboverdiana Independiente y Democrática (en 1975) que fue excluida de las negociaciones de independencia, y debió refundarse en Portugal en 1981.

### Ruptura con Guinea-Bisáu

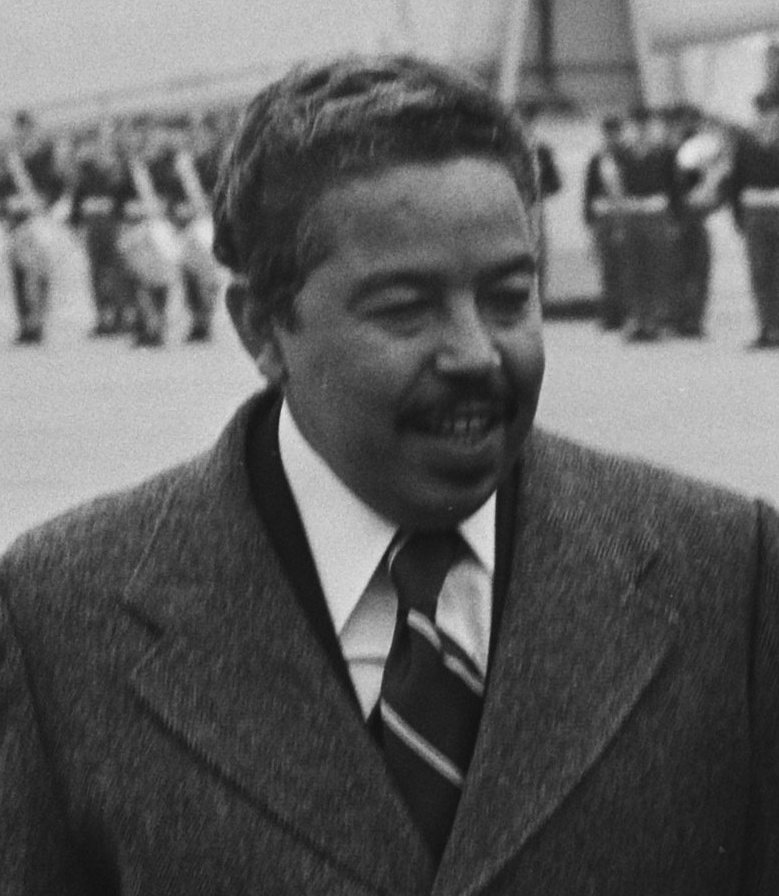
Pedro Pires, Primer ministro de Cabo Verde durante todo el mandato de Pereira.

La idea inicial de Cabral era unificar Cabo Verde con Guinea-Bisáu, ambos regímenes socialistas. En realidad este llamado a la unidad ideológica no era nada más que una táctica para evitar que la Guinea Portuguesa obtuviera la independencia sin Cabo Verde, e impedir que esta siguiera bajo dominio portugués. Cabo Verde no asistió a las negociaciones de independencia de Portugal, ya que el PAIGC representaba tanto a la Guinea Portuguesa como al país insular. Las constituciones de los dos países describían ambos gobiernos como provisionales previo a la unificación. Durante la presidencia de Cabral en Guinea, el PAIGC definía a Cabo Verde y Guinea-Bisáu como "Repúblicas Hermanas", y compartían himno nacional. Sin embargo, en Cabo Verde se opusieron a la unificación, hubo diferencias constitucionales y legales, y el comercio entre ellos disminuyó rápidamente.  Mientras que Guinea-Bisáu se mantuvo cerca de la Unión Soviética, Cabo Verde se mantuvo durante todo su mandato una política de no alineación.
El 14 de noviembre de 1980, un golpe de Estado, liderado por João Bernardo Vieira, derrocó a Cabral y reemplazó el régimen unipartidista por una Junta Militar. En respuesta a esto, Cabo Verde cortó relaciones diplomáticas con Guinea-Bisáu, disolvieron el PAIGC y lo reemplazaron por el Partido Africano de la Independencia de Cabo Verde, quitando el nombre de Guinea. Guinea-Bisáu y Cabo Verde restauraron las relaciones bilaterales en 1982, cuando el presidente mozambiqueño Samora Machel logró reunir a los dos mandatarios (Vieira y Pereira) en Maputo, y un embajador caboverdiano fue enviado a Guinea-Bisáu en 1983. A pesar de la mejora en las relaciones entre ambos países durante los siguientes años, la idea de la unificación, sobre todo después de que Pereira abandonara el poder, no se volvió a discutir, y el himno nacional adoptado en el multipartidismo retiró las referencias a Guinea-Bisáu y la bandera adoptada en el multipartidismo retiraró las referencias al panafricanismo.
Otra gran diferencia entre ambos países que socavó la idea de la reunificación fue la diferencia entre la tranquilidad política de Cabo Verde, que con posterioridad pasaría al multipartidismo de manera sumamente pacífica, y el constante autoritarismo y fuerte inestabilidad en Guinea-Bisáu bajo Vieira.

### Política exterior
La política exterior del gobierno de Pereira y Pires se basó en la No Alineación durante la Guerra Fría, a pesar del ideal socialista del régimen. Cabo Verde firmó un tratado de amistad con la República Popular de Angola en diciembre de 1975, poco después de que ambos obtuvieran su independencia. Más tarde, el gobierno caboverdiano enviaría tropas de las Fuerzas Armadas Revolucionarias del Pueblo a luchar en Angola durante la guerra civil en dicho país, en favor del gobierno comunista de José Eduardo dos Santos contra la guerrilla UNITA. Las tropas enviadas por Pereira fueron también guardaespaldas personales de Dos Santos. Debido a su política de No Alineación, mantuvo relaciones con los Estados Unidos de América, que enviaron ayuda humanitaria a Cabo Verde después de que un huracán golpeó al país en 1982. En el último período de su presidencia, en octubre de 1988, estableció relaciones con Corea del Sur.

### Política económica
A partir de 1975, el área boscosa de Cabo Verde aumentó desde las 3.000 hasta las 45 mil hectáreas: el gobierno previó en diez años otras 75 mil, que autoabastecerían de leña a la población. En las estaciones lluviosas, hombres y mujeres dejaban hogares y oficinas para plantar árboles durante una semana. Se implantó la reforma agraria, con prioridad en la producción de alimentos para consumo de la población (se producía sólo el 5%), en vez de favorecer los cultivos de exportación característicos del período colonial. A pesar de estas acciones, la producción agrícola descendió por las grandes sequías y el gobierno se volcó en promover la pesca, como parte de su Primer Plan de Desarrollo.
En 1984, la sequía redujo las cosechas un 25 % respecto a cinco años antes, el déficit de la balanza comercial fue de 70 millones de dólares y la deuda externa se situó en 98 millones de dólares. El sistema de distribución de alimentos y la eficiente gestión estatal evitaron que el país cayera en la hambruna. En 1986, el Segundo Plan dio prioridad al sector privado de la economía (sobre todo al informal) y se combatió la desertificación. La meta fue recuperar –hasta 1990– más de cinco mil hectáreas de tierra y poner a funcionar un sistema único de administración y distribución de las reservas de agua del país. En una primera etapa, se construyeron más de 15 mil diques de contención de aguas pluviales y se forestaron 23 101 hectáreas. Pese a la sequía, aumentó la productividad agropecuaria, que abasteció casi totalmente de carne y hortalizas a la población, sin recurrir a la importación.

### Multipartidismo y salida del poder
Luego de la caída del comunismo en Europa, en 1989, e iniciado el proceso de disolución de la Unión Soviética, las presiones internacionales obligaron al gobierno caboverdiano a discutir una transición democrática. El 1 de julio de 1990, Pereira renunció como secretario general de su partido, entregándoselo a Pires. En septiembre se permitió la formación de varios partidos políticos. A pesar de todo, el 17 de febrero de 1991, Pereira se presentó por última vez como candidato para la presidencia, buscando su tercera reelección. Sin embargo, fue derrotado por amplio margen por António Mascarenhas Monteiro, apoyado por el partido Movimiento para la Democracia, lo que descarta posibles indicios de Fraude Electoral por parte de Pereira. Pereira le entregó la presidencia el 22 de marzo.

## Fallecimiento
Mientras estaba hospitalizado en Portugal, Pereira murió el 22 de septiembre de 2011, a los 87 años. El Aeropuerto Rabil en la isla caboverdiana de Boa Vista, isla natal de Pereira, fue renombrada oficialmente como Aeropuerto Internacional Aristides Pereira el 19 de noviembre. La campaña electoral para las elecciones presidenciales de ese mismo año también se suspendió brevemente por el fallecimiento de Pereira. Su viuda, Carlina Fontes Pereira, la ex primera dama y una figura destacada en el movimiento de la independencia del país, murió el 11 de diciembre de 2011, a la edad de 85.